# Anopsicus iviei
Anopsicus iviei är en spindelart som beskrevs av Willis J. Gertsch 1982. Anopsicus iviei ingår i släktet Anopsicus och familjen dallerspindlar. Inga underarter finns listade i Catalogue of Life.